# USS Lake Champlain (CV-39)
El USS Lake Champlain (CV/CVA/CVS-39) fue un portaaviones clase Essex de la Armada de los Estados Unidos. Fue el segundo buque de la Armada en llevar este nombre en memoria de la batalla de Lake Champlain durante la Guerra de 1812.
Asignado el 3 de junio de 1945, el Lake Champlain no participó en la Segunda Guerra Mundial, pero sirvió como medio de transporte para las tropas desde Europa como parte de la Operación alfombra mágica. Al igual que muchos de sus gemelos, fue puesto fuera de servicio poco después de finalizar la guerra, pero fue modernizado y recomisionado a principios de 1950 y redesignado como portaaviones de ataque (CVA). Participó en la guerra de Corea, pero pasó el resto de su carrera en el Atlántico, el Caribe y el Mediterráneo. A finales de 1950 fue designado de nuevo como portaaviones antisubmarino (CVS). Fue el principal buque de rescate para la primera misión tripulada del proyecto Mercury y para la tercera del proyecto Gemini (Gemini V).
El Lake Champlain tuvo una única modernización. Fue el único clase Essex que recibió la conversión SCB-27, que era una reconstrucción de la superestructura, la cubierta de vuelo y otras características, pero no recibió la conversión SCB-125, lo que le habría dado una cubierta de vuelo en ángulo. Por lo tanto tuvo la distinción de ser el último portaaviones operacional de Estados Unidos con una cubierta de vuelo axial.
En los años 60 se estudió su adquisición por la Armada Española, pero finalmente el elegido fue el portaaviones ligero de la clase Independence USS Cabot (CVL-28), que fue rebautizado como Dédalo.
El Lake Champlain fue dado de baja en 1966 y vendido como chatarra en 1972.